# ジャニコロ

ジャニコロからのぞむローマのパノラマ

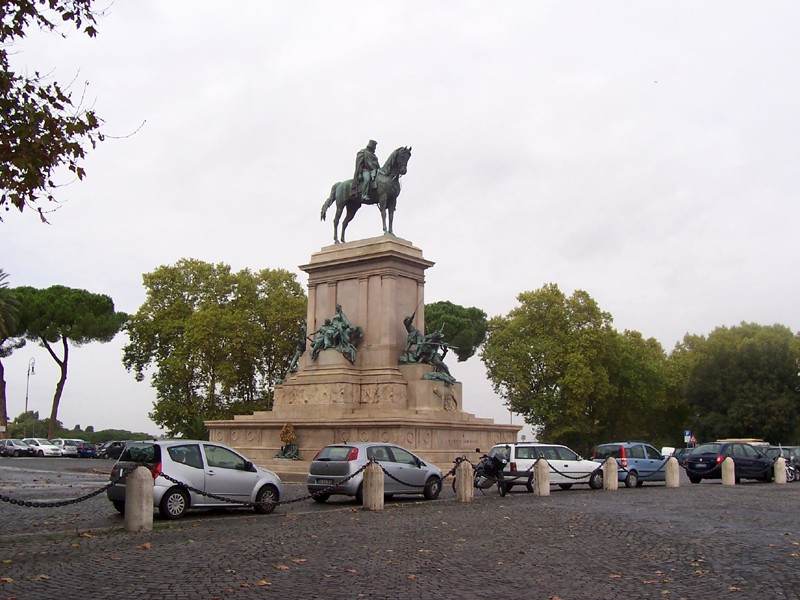
ガリバルディ広場 (Piazzale Garibaldi)

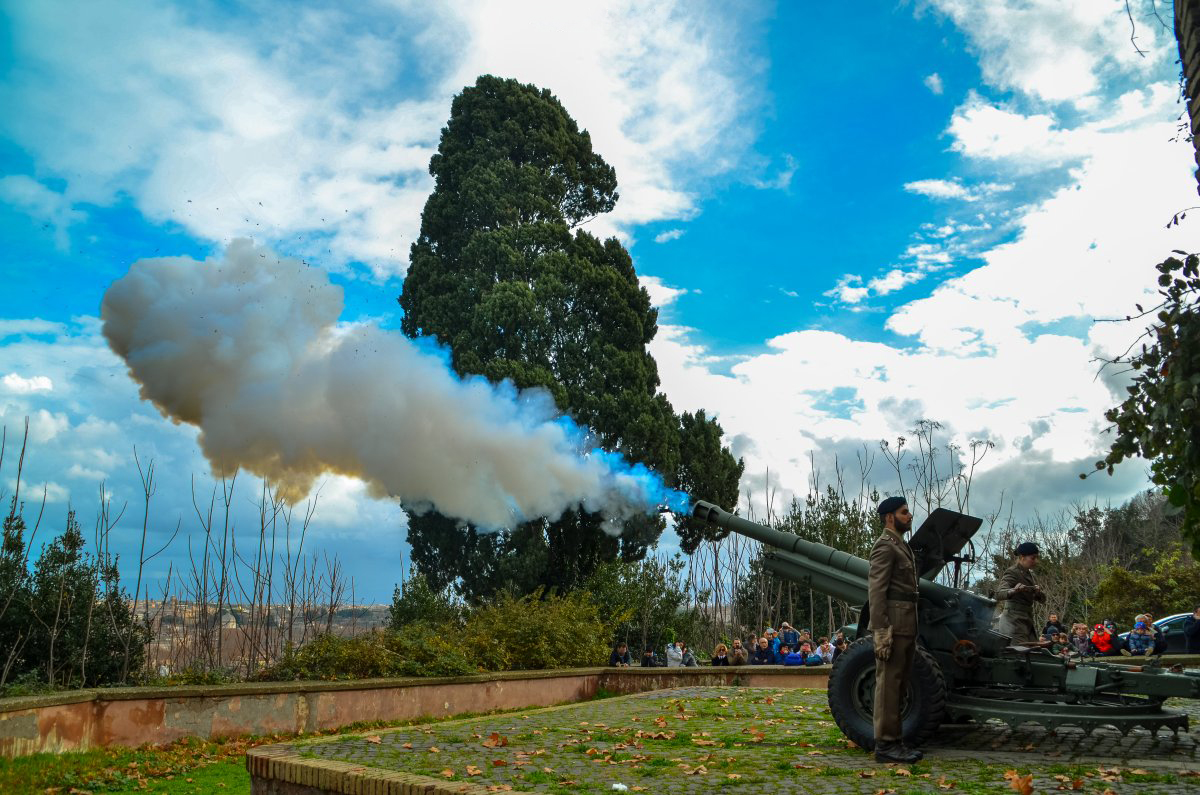
毎日、正午に発砲される礼砲

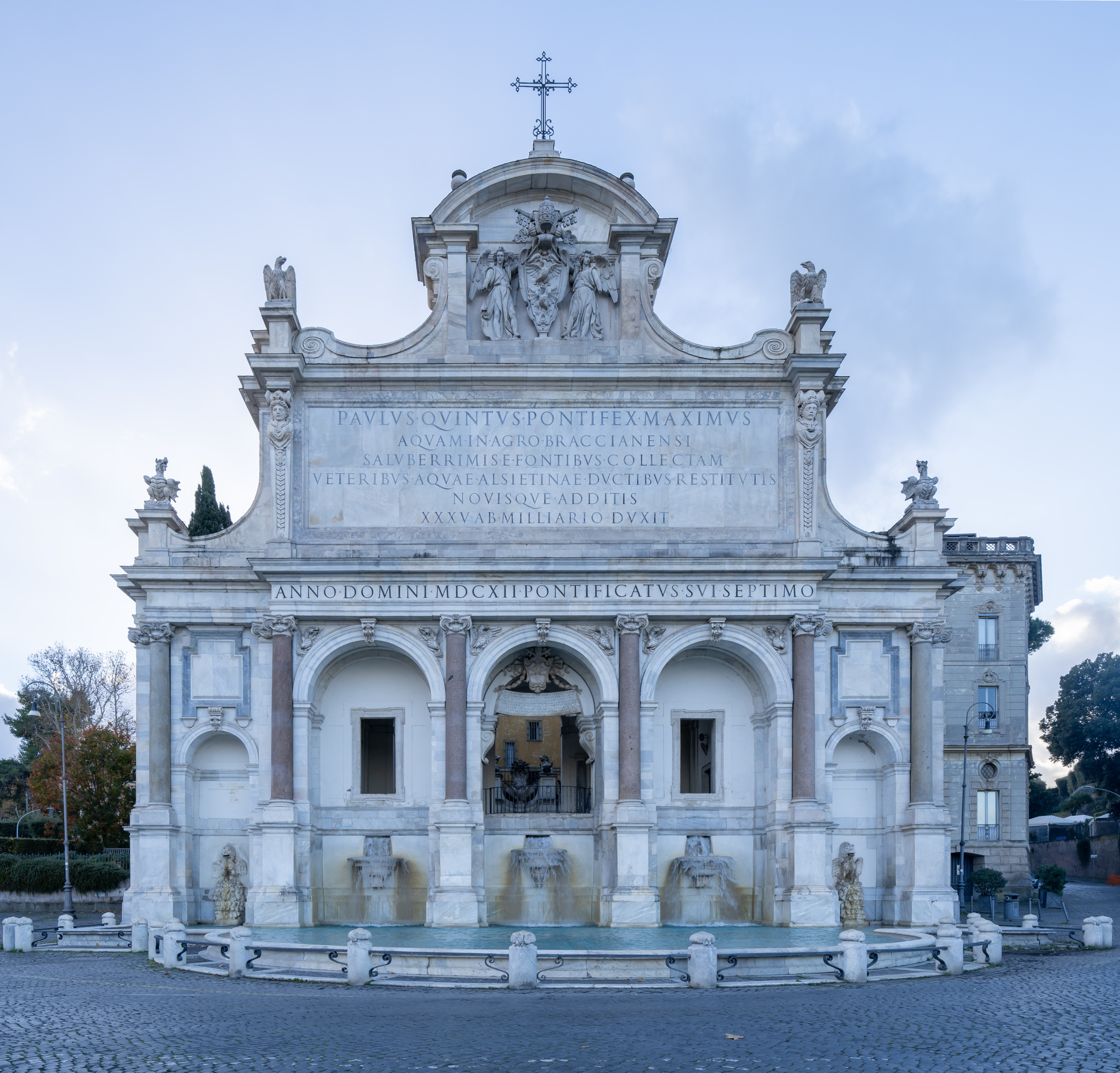
パオラの泉

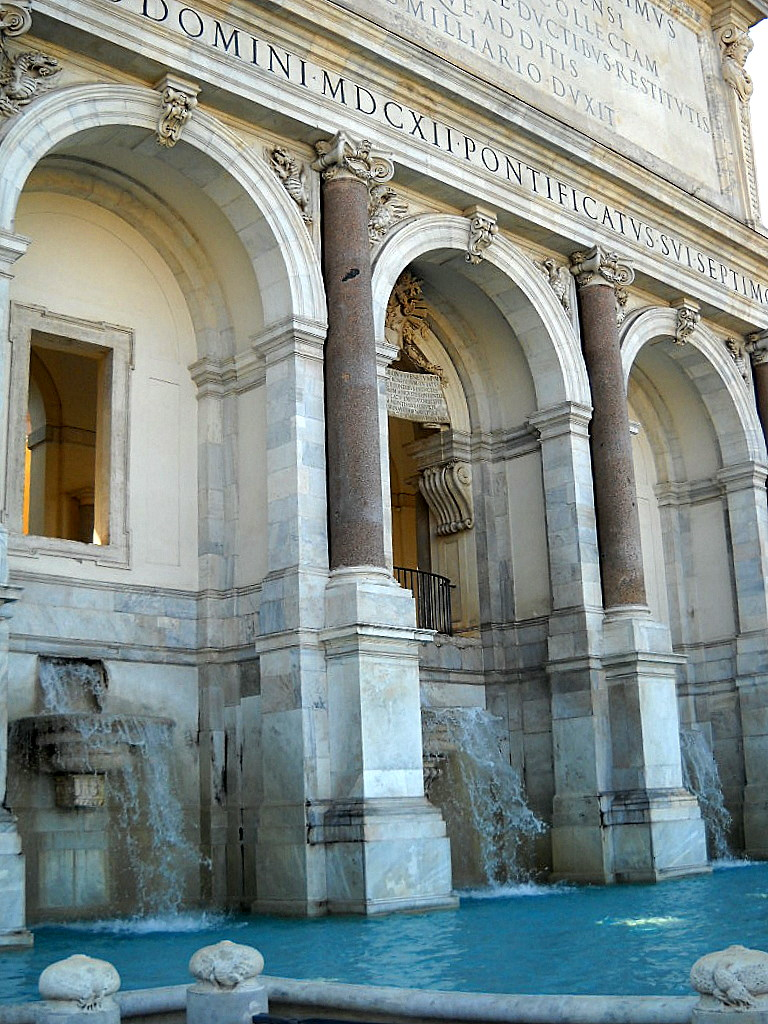
パオラの泉

ジャニコロ、ヤニクルム (Gianicolo, Janiculum) はローマにある丘。「現代のローマ七丘」のひとつ。ローマ市域のテヴェレ川西岸にある高地で、ヴァチカンの丘の南にあたる。トラステヴェレの一部として扱われるケースもあれば、トラステヴェレとは別に扱われるケースもある。別に扱われる場合、トラステヴェレの中心市街から見ると北か西にあたる。逆に古代においてはトラステヴェレもこの丘と同じくヤニクルムと呼ばれていた。高さが88メートルあり、ローマ市内を一望のもとに見渡せる展望スポットとしても知られる。
王政ローマのヌマ・ポンピリウス王の墓でもあるといわれ、古くからローマの一部ではあったが、完全に壁内の土地となるにはウルバヌス8世（17世紀）によるジャニコレンシ城壁(Mura Gianicolensi) の建設まで待たねばならなかった。古代には海までの道が通っていたらしい。ウィッテリアという名前の道路がこの丘から発して海まで続いてたというが、この道に関する資料はほとんど残っていない。ローマ包囲戦 (紀元前508年)においてはこの丘もエトルリアに占領されたことがある。ローマに水車が普及し始めたのは4世紀ごろだが、550年の記録によれば、当時のローマの水車はすべてこの丘で集中して管理されていたという。
ペトロ殉教の地とされており、それを記念してサン・ピエトロ・イン・モントリオ教会が建てられている。みどころとしては他にヴィラ・ファルネジーナ、ジュゼッペ・ガリバルディの像があるガリバルディ広場 (Piazzale Garibaldi)、パオラの泉 (Fontana dell'Acqua Paola)がある。

## 古代ローマ時代の地形と位置関係
紀元前31年のローマの地図上に示した、ローマの七丘およびその他の主要地形の名称。都市を囲む黒点線はセルウィウス城壁
初期ローマの七丘
都市ローマ成立前に人が定住したと伝えられる七丘で、オッピウス（オッピオ）、パラティウム（パラティーノの東側）、ウェリア（ヴェーリア）、ファグタル（オッピオの一部）、ケルマルス（パラティーノの西側）、カエリウス（チェリオ）、キスピウスの7つである。
※カッコ内は現代のイタリア語での表記。
ローマの七丘

都市ローマの起源となったローマの七丘は、アウェンティヌス（アヴェンティーノ）、カピトリヌス（カンピドリオ）、カエリウス（チェリオ）、エスクイリヌス（エスクイリーノ）、パラティヌス（パラティーノ）、クイリナリス（クイリナーレ）、ウィミナリス（ヴィミナーレ）の7つである。
※カッコ内は現代のイタリア語での表記。
現代のローマ七丘
アウェンティヌス（アヴェンティーノ）、カピトリヌス（カンピドリオ）、パラティヌス（パラティーノ）、クイリナリス（クイリナーレ）、ホルトゥロルム（ピンチョ）、ヤニクルム（ジャニコロ）、オッピウス（オッピオ）の7つである。
※カッコ内は現代のイタリア語での表記。